# Primevère glutineuse
Primula glutinosa
Espèce
Classification phylogénétique
La Primevère glutineuse (Primula glutinosa) est une espèce de plantes à fleurs de la famille des Primulacées.

## Description
C'est une plante herbacée. Elle présente des feuilles dressées parsemées de glandes visqueuses. Les feuilles, à dents arrondies, sont glabres au-dessus et farineuses au-dessous. Les hampes florales mesurent environ 7 cm et les fleurs groupées ont des pétales profondément lobés. Leur couleur et bleu-violacé à rose. Les bractées brun-rouge à la base du calice sont larges et embrassantes.

## Distribution
Ce sont des plantes des pelouses et rochers granitiques des Alpes centrales et orientales entre 1 800 et 3 200 m.

## Floraison
La floraison survient entre juin et août selon l'altitude.

## Statut de protection
En Suisse, la plante figure sur la liste rouge des plantes.